# Soulcalibur II
Soulcalibur II es un videojuego de lucha lanzado originalmente en el 2002 para sistemas arcade, luego desarrollado para consolas en el año 2003. Es el segundo juego de la saga Soulcalibur realizada por Namco.
El 2013 se anunció una versión digital HD para PS3 y Xbox 360, aunque no hubieron planes para publicarlo en Wii U por sus bajas ventas lo cual ha recibido muchas críticas de los Fanes, la nueva versión HD incluyó modo En línea en la PSN y Xbox Live.
En abril de 2025, se anunció un relanzamiento de la versión de GameCube para Nintendo Switch 2 mediante el servicio de Nintendo Switch Online, por lo cuál, el título es jugable a partir del 5 de junio de 2025, el día de lanzamiento de la nueva consola de Nintendo. Ahora es accesible desde la plataforma de juegos clásicos, aparte de varios otros.

## Juego
El Arcade original fue lanzado en julio del 2002. El juego en sí no presenta muchas variaciones respecto de su antecesor, salvo mejoras gráficas y nuevos personajes. El arcade cuenta con 4 distintas actualizaciones (reconocidas por una letra distinta) que fueron arreglando errores y problemas del sistema. 
Soulcalibur II fue desarrollado para las consolas PlayStation 2, Nintendo GameCube y XBox, con el agregado de un personaje exclusivo para cada una, conocidos como Guest Characters o Personajes Invitados: 
- La versión de GameCube incluye a Link, de la saga The Legend of Zelda
- La versión de PlayStation 2 incluye a Heihachi de los juegos de lucha Tekken
- La versión de Xbox incluye a Spawn, el superhéroe principal de los cómics realizados por Todd McFarlane.

Si bien esto atrajo la atención de público nuevo a la franquicia, muchos de los fanáticos veteranos lo consideraron una estrategia para aumentar las ventas. 
En aspectos de jugabilidad, Soulcalibur II no difiere mucho de Soul Calibur y retiene la mayoría de sus aspectos. Los cambios más importantes se vieron en el paso o "Step" (movimiento), que fue fortalecido, el desarrollo de un Soul Charge (que aumenta el poder de daño) con 3 etapas de carga distintas, y la inclusión de muros en los niveles, y con ellos una nueva variación de estrategias centradas en los mismos.
Debido a los poco cambios en el sistema de combate, el juego es considerado generalmente como "Soulcalibur Version II".

## Argumento
La historia inicia durante el final de la entrega anterior, y luego se sitúa 4 años después del mismo.
La historia comienza con Nightmare a punto de completar el ritual para restaurar Soul Edge definitivamente. Kilik, Xianghua y Maxi llegan para evitarlo. Maxi y Astaroth se enfrentan y Maxi resulta victorioso, supuestamente asesinando al demonio, pero desaparece después. Kilik y Xianghua confrontan y derrotan a Nightmare primero, y ante la aparición de Inferno la espada de Xianghua se revela como Soul Calibur, el opuesto de Soul Edge. Con Soul Calibur Xianghua derrota a Inferno, pero éste escapa en un vacío generado por la destrucción de su mundo y se lleva a Soul Calibur. Nightmare es absorbido también y aparece en otro lado.
Siegfried, quien fuera Nightmare originalmente, recupera la razón y descubre que él es responsable de la muerte de millones, incluido su padre. Como forma para expiar su pecado, Siegfried intenta alejar Soul Edge de la civilización, pero la espada lentamente retoma control durante sus sueños; y finalmente logra poseerlo nuevamente. Nightmare retorna y comienza una nueva matanza para restaurar Soul Edge, mientras los fragmentos dispersos de la espada atraen nuevos y viejos guerreros en su búsqueda.

## Personajes
El juego incluye 6 nuevos personajes a la franquicia: 
- Cassandra Alexandra: hermana menor de Sophitia, Cassandra desea evitar que su hermana, ahora casada y con 2 hijos, siga realizando arriesgadas misiones para los dioses, por lo que roba las armas de su hermana y se escapa en una misión propia para destruir Soul Edge de una vez. Usa las mismas armas que Sophitia y su estilo está basado en el de ella.
- Hong Yunsung: un joven alumno de Han Myong que desea probar su habilidad a su ídolo Hwang. Luego de que Hwang rechaza su reto, Seung Mina le otorga una espada que «refleja el corazón de su dueño». Viéndose en el reflejo, Yunsung decide buscar Soul Edge y triunfar donde Hwang falló. Usa una espada conocida como Dao y esta fuertemente basado en Hwang.
- Talim: una joven sacerdotisa de una aldea del sur de Asia que adora al viento. Tras recibir un fragmento de Soul Edge, decide ir en busca de la espada para purificarla. Talim pelea usando un par de tonfas (Elbow Blades en el juego) y su estilo, Wind Dance, es único.
- Raphael Sorel: miembro de una prestigiosa familia francesa, Raphael es condenado por sus familiares y congéneres luego de asesinar un noble poseído por el Evil Seed en defensa propia. Salvado por una joven huérfana, Amy, Raphael decide pagarle llevándosela con él. Tiempo después descubre la existencia de Soul Edge y decide usarlo para destruir a la aristocracia y crear un mundo para él y Amy. Usa una espada ropera como arma y su estilo de esgrima es único.
- Charade: un conjunto de fragmentos de Soul Edge que consiguen vida propia, y buscan el resto de la espada para reunirse una vez más. Es el reemplazo de Edge Master, eligiendo al azar cualquier estilo del juego (excepto de los invitados y Necrid).
- Necrid: exclusivo de las versiones para consola, Necrid fue diseñado por Todd McFarlane. Necrid es una monstruosidad deformada por la energía de Soul Edge, y solo los fragmentos del mismo pueden calmarlo. Su arma es una esfera de energía llamada Maleficus, y su estilo es una mezcla de movimientos del resto del elenco del juego.

- Completan el elenco los personajes originales de los juegos anteriores:

Originales de Soul Edge : Mitsurugi, Taki, Voldo y Cervantes. Sophitia y Seung Mina únicamente en las versiones para consola, ya que son personajes desbloqueables.
- Originales de Soulcalibur: Kilik, Maxi, Xianghua, Nightmare, Astaroth, Ivy, Yoshimitsu e Inferno (jefe final no desbloqueable).

- Además, hay un personaje invitado por cada una de las tres consolas en las que se editó Soulcalibur II:
- Heihachi Mishima (personaje principal de la saga Tekken) en la versión para PlayStation 2. Es el único personaje que lucha sin armas, aunque lleva muñequeras para defenderse de los ataques con armas.
- Link (protagonista de la saga The Legend of Zelda) en la versión para Gamecube. Lucha con la Espada Maestra y el Escudo Hylian.
- Spawn en la versión para Xbox. Personaje creado por Todd Mc Farlane, y superhéroe de sus cómics, Su arma es una enorme hacha.

Además de los ya mencionados, las versiones Americana y Europea de las consolas contaron con 3 personajes adicionales, basados en personajes que no regresaron: Assassin (un asesino misterioso, basado en Hwang), Berserker (un guerrero poseído por el Evil Seed, basado en Rock) y Lizardman (uno de los soldados del culto Fygul Cystemus, basado en el Lizardman original). 
El elenco total, sumando a los personajes invitados, es de 25 personajes.

## Detalles
Igual que sus antecesores, las versiones para consola de Soulcalibur II contaron con varios agregados: 
- Modos incluidos: Arcade (serie de batallas que terminan con el final del personaje seleccionado), Versus (para 2 jugadores), Survival (supervivencia contra una serie ilimitada de enemigos usando 1 barra de salud), Time Trial (Arcade contra reloj) y Training (entrenamiento). También existen las versiones Extra de cada uno de estos modos, que permiten intercambiar entre las distintas armas de los personajes.
- La inclusión de 12 armas extra para los personajes. Estas armas poseen distintos ventajas y desventajas (más poder, atravesar la defensa, restaurar vida, etc.) y son solo usables en los modos "Extra".
- El modo Weapon Master o Maestro de las Armas. Este modo es una combinación del Edge Master del Soul Edge y el Conquest exclusivo de la versión arcade. El modo presenta un mapa similar a Europa, donde el jugador realiza varias misiones con distintos objetivos y consigue experiencia (que sirve para subir de rango) y oro (para comprar extras). El modo cuenta con una historia escrita, situada en un pasado distante, que narra los sucesos del jugador mientras busca Soul Edge.
- El Museo retorna, con opción para poder apreciar los distintos dibujos (renders y conceptuales) comprados en Weapon Master, las descripciones de personajes y sus finales, los distintos videos y demostraciones y el Battle Theater, donde se puede observar peleas entre la computadora.
- El Weapon Gallery o Galería de Armas permite conocer información sobre las diferentes armas compradas en el Weapon Master.
- El agregado de un tercer traje, comprable en Weapon Master, exclusivo para 12 personajes del juego (Mitsurugi, Taki, Sophitia, Seung Mina, Xianghua, Voldo, Cassandra, Raphael, Ivy, Astaroth, Nightmare y Talim).
- Como se mencionó antes, personajes nuevos fueron agregados: Seung Mina, Sophitia, Necrid y los Invitados exclusivos para consola Heihachi, Link y Spawn.

## Recepción
La versión original de SoulCalibur II recibió elogios de la crítica, lo que le valió el puntaje promedio de 91.3% para PlayStation 2, 92.3% para GameCube, y 91.6% para Xbox.
En el primer Spike Video Game Awards en 2003, SoulCalibur II ganó en la categoría Juego más adictivo. En 2011, Complex lo clasificó como el decimocuarto mejor juego de lucha de todos los tiempos.
En julio de 2006, la versión de GameCube de Soulcalibur II había vendido 850 000 copias y ganado $ 32 millones en los Estados Unidos. Next Generation lo clasificó como el 69.º juego de mayor venta lanzado para PlayStation 2, Xbox o GameCube entre enero de 2000 y julio de 2006 en ese país. Las ventas combinadas de los juegos Soulcalibur lanzados en los 200 llegaron a 2,6 millones de unidades en los Estados Unidos en julio de 2006. A partir de 2007, la versión de GameCube vendió cerca de un millón de copias en los EE. UU. Y 100.000 en Japón, convirtiéndola en una de juegos de GameCube de terceros más vendidos. La versión para PlayStation 2 recibió un premio de ventas "Gold" otorgado por la Asociación de Editores de Software de Entretenimiento y Ocio (ELSPA), que indica ventas de al menos 200,000 copias en el Reino Unido.